# René Mayer
René Mayer (París, 4 de mayo de 1895-ibídem, 13 de diciembre de 1972) fue un político francés, miembro del partido radical socialista después de la Segunda Guerra Mundial. Fue varias veces ministro, presidente del Consejo de Ministros del 8 de enero al 28 de junio de 1953 y presidente de la Alta Autoridad de la CECA de 1955 a 1958. 

### Formación
Nació en el octavo distrito parisino. Se licenció en Letras y Derecho. Combatió en la Primera Guerra Mundial, con el grado de subteniente de artillería, hasta que fue herido en 1918 y pasó a desempeñar el puesto de oficial de instrucción. Ingresó en el Consejo de Estado en 1920, tras quedar segundo en el examen de acceso.
Se dedicó a los negocios en el período de entreguerras, importando carbón alemán. En 1937, fue el encargado de fundar la SNCF. Fue miembro del consejo de administración de esta sociedad y fundador de Air France. Al mismo tiempo, daba clases en la Escuela Libre de Ciencias Políticas.

### De la guerra a la Liberación
Movilizado en 1939, dirigió en Londres la misión de armamento. Volvió a Francia en mayo de 1940 y luego pasó a la zona sur, no ocupada. En noviembre o diciembre de 1941, participó en la conferencia que trató la Unión General de Hebreos de Francia (UGIF, en francés) cuya creación impuso el régimen de Vichy a la comunidad judía francesa. Junto con el profesor David Olmer, abogó por la dimisión colectiva, pero se impuso la cooperación, sostenida por Raymond-Raoul Lambert. Mayer finalmente no ingresó en la UGIF. 
Se unió al general Henri Giraud en Argel en 1943, que le confía la secretaría de Comunicaciones del mando supremo francés civil y militar. Mantuvo el cargo al tiempo que se sumó al Comité Francés de Liberación Nacional en Argel. Fue luego ministro de Transportes y de Obras Públicas del general De Gaulle a partir del 9 de septiembre de 1944. Su único hijo, que se había alistado voluntariamente, falleció en combate el 16 de septiembre de 1944, con diecinueve años.
Después de la Liberación, se postuló a la asamblea constituyente en la Gironda, pero no fue elegido. Sí lo fue luego: fue diputado radical por Constantina (Argelia francesa) en 1946 y conservó el escaño hasta 1955. Defendió los intereses de los colonos. Como presidente del Consejo de Ministros, propuso amnistiar a los alsacianos reclutados a la fuerza que habían sido condenados en Juicio de Burdeos. El 17 de febrero de 1953, declaró en este sentido: «La unidad nacional, superior a todo dolor, es más urgente incluso que la reparación, deseable pero a menudo imposible, de las consecuencias de la ocupación nazi. Una amnistía que anule las condenas de los reclutados a la fuerza es ahora la única solución».

### Un hombre político activo de la IV República
Fue varias veces ministro de Finanzas y Asuntos Económicos, de Defensa y de Justicia entre 1947 y 1952. Fue asimismo vicepresidente de la Alianza Israelita Universal. Su abuelo era el gran rabino de París Michel Mayer.
En 1950, a la sazón ministro de Justicia, hizo liberar Xavier Vallat (antiguo comisario de Asuntos Judíos del régimen de Vichy que había sido condenado a diez años de prisión tras la Liberación). 
Fue presidente del Consejo de Ministros del 8 de enero al 28 de junio de 1953. Fue el segundo presidente de ascendencia judía que había tenido Francia, tras haberlo sido antes Léon Blum. Los gaullistas del RPF votaron en favor de su investidura. Su gobierno cayó al solicitar poderes especiales en materia financiera (setenta y un gaullistas votaron contra el gabinete, pese a estar presidido por un europeo convencido partidario de la CED). Mayer había solicitado en vano a los diputados estos poderes para tratar de eliminar las causas permanentes del aumento de los gastos públicos. Su ideario político lo resumió en una frase sucinta: «La vocación de Francia es triple: europea, atlántica y mundial».

### Argelia francesa y persecución de la colonización
Fue portavoz de los colonos más poderosos en la Asamblea nacional. Felicitó al primer ministro Pierre Mendès France y su ministro François Mitterrand por su firme respuesta a la agitación en Argelia en la sesión parlamentaria del 9 de noviembre de 1954. El gabinete dependía de la veintena de votos que controlaba Mayer y sus aliados en la Asamblea. Hizo caer al Gobierno la noche del 5 de febrero del año siguiente cuando este trató de aplicar el estatuto de los argelinos musulmanes.

### Compromiso europeo
Sucedío el 3 de junio de 1955 a Jean Monnet como presidente de la Alta Autoridad de la Comunidad Europea del Carbón y del Acero (CECA).
Fue luego presidente del Movimiento Europeo-Francia de 1962 a 1968.

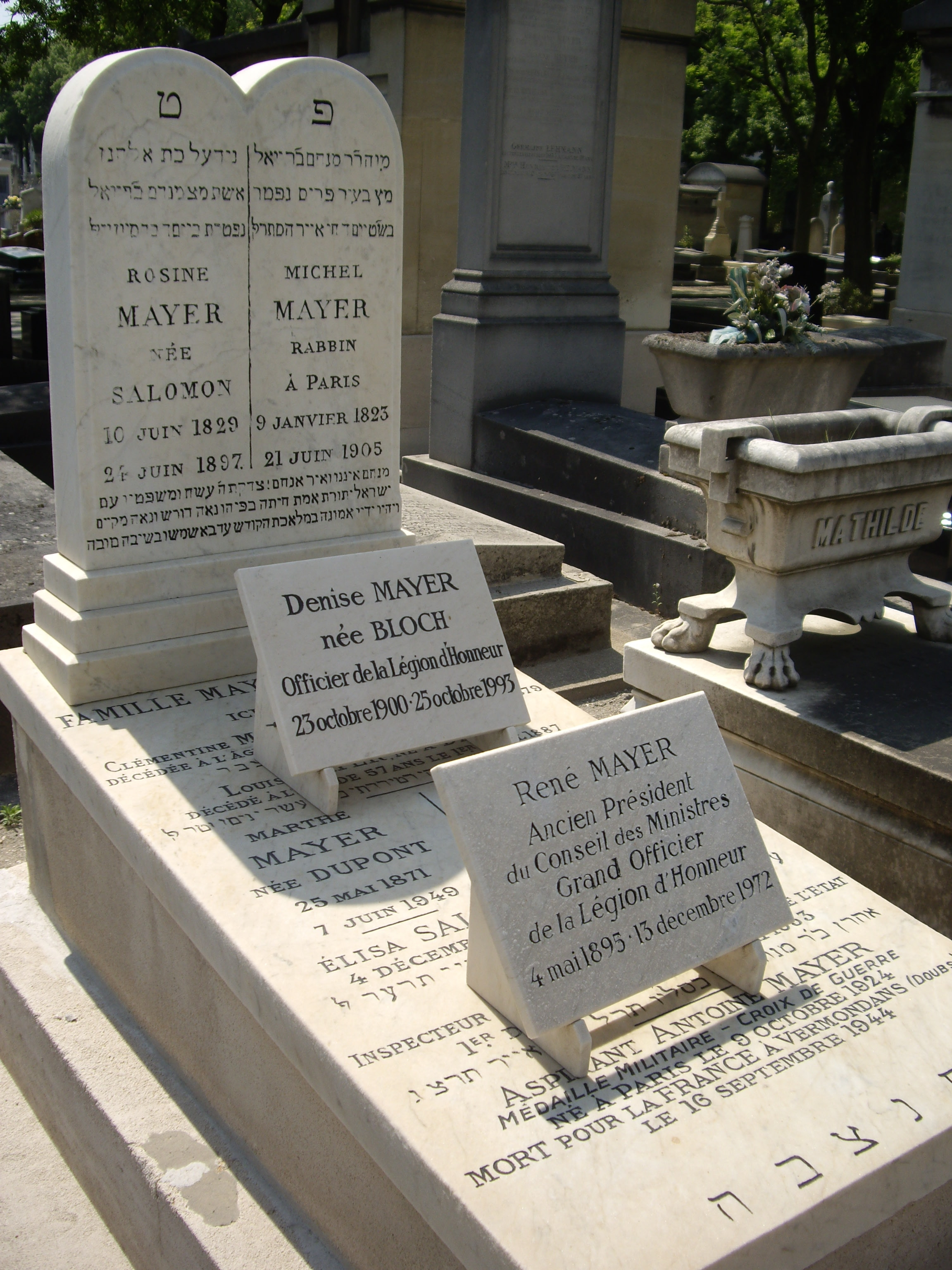
Tumba de René Mayer

Falleció el 13 de diciembre de 1972 en París.

### Cargos gubernamentales
- Comisario de Comunicaciones y Transportes del primer Gobierno de Charles de Gaulle (26 de agosto-10 de septiembre de 1944)

- Ministro de Finanzas y de Asuntos Económicos del primer Gobierno de Robert Schuman (24 de noviembre de 1947-26 de julio de 1948)
- Ministro de Defensa Nacional del Gobierno de André Marie (26 de julio-5 de septiembre de 1948)
- Ministro de Defensa Nacional del segundo Gobierno de Robert Schuman (5-11 de septiembre de 1948)
- Ministro de Justicia del segundo Gobierno de Georges Bidault (29 de octubre de 1949-2 de julio de 1950)
- Ministro de Justicia del segundo  Gobierno de Henri Queuille (2-12 de julio de 1950)
- Ministro de Justicia del primer Gobierno de René Pleven (12 de julio de 1950- 10 de marzo de 1951)
- Ministro de Justicia del tercer Gobierno de Henri Queuille (10 de marzo-11 de agosto de 1951)
- Vicepresidente del Consejo de Ministros, ministro de Finanzas y de Asuntos Económicos del segundo Gobierno de René Pleven (11 de agosto de 1951-20 de enero de 1952)
- Presidente del Consejo de Ministros (8 de enero-28 de junio de 1953)

### Otros cargos
René Mayer fue alcalde de Giverny (Eure), consejero general de Eure, luego consejero general de Sétif y presidente del consejo general del departamento de Constantina.

## Aspecto y temperamento
De estatura imponente, Mayer se expresaba sin florituras retóricas. Aportó a la vida pública su conocimiento de los negocios y de las relaciones internacionales. No vacilaba a asumir posiciones impopulares.